# Kleopatra von Jerusalem
Kleopatra (altgriechisch Κλεοπάτρα)  war eine im 1. Jahrhundert v. Chr. lebende Jüdin. Sie wurde die fünfte Gattin des jüdischen Königs Herodes des Großen.
Kleopatra stammte aus Jerusalem. Sie heiratete Herodes um 25 v. Chr. und gebar – wohl in der zweiten Hälfte der 20er Jahre v. Chr. – zwei gemeinsame Söhne, den späteren Tetrarchen Philippos sowie einen Herodes, von dem nichts Näheres bekannt ist.